# Надцакването
„Надцакването“ (на английски: Runner Runner) е американски криминален трилър от 2013 г. на режисьора Брад Фурман, по сценарий на Брайън Копелман и Дейвид Левиен и участват Джъстин Тимбърлейк, Джема Атертън, Антъни Маки и Бен Афлек.
Филмът е пуснат в Съединените щати на 4 октомври 2013 г., като получава главно позитивни отзиви от критиката и печели 62 млн. щ.д.